# مقياس الضغط الأسموزي الغشائي

مبدأ تشغيل مقياس الضغط الاسموزي الغشائي. يُوصل الماء (أدناه) بالمحلول الذي سيجري قياسه (أعلاه) عبر غشاء يسمح بمرور الماء.

مقياس الضغط الأسموزي الغشائي membrane osmometer هو جهاز يستخدم لقياس عدد الوزن الجزيئي المتوسط ( {\displaystyle M_{n}} ) بطريقة غير مباشرة من عينة البوليمر. تحتوي إحدى الغرف على مذيب نقي وتحتوي الغرفة الأخرى على محلول يكون فيه المذاب هو بوليمر غير معروف عدد الوزن الجزيئي المتوسط {\displaystyle M_{n}} الخاص به. يجري قياس الضغط الأسموزي للمذيب عبر الغشاء شبه المنفذ بواسطة مقياس الضغط الأسموزي الغشائي. يُستخدم قياس الضغط الأسموزي هذا لحساب عدد الوزن الجزيئي المتوسط {\displaystyle M_{n}} للعينة.

## التشغيل الأساسي
يُجهز محلول منخفض التركيز عن طريق إضافة كمية صغيرة من البوليمر إلى المذيب. ثم يُفصل هذا المحلول عن المذيب النقي بواسطة غشاء شبه منفذ. لا يمكن للمذاب أن يعبر الغشاء شبه المنفذ ولكن المذيب قادر على عبور ذلك الغشاء. يتدفق المذيب عبر الغشاء لتخفيف المحلول. يُطلق على الضغط المطلوب لإيقاف التدفق عبر الغشاء "الضغط الأسموزي". يجري قياس الضغط الأسموزي واستخدامه لحساب عدد الوزن الجزيئي المتوسط {\displaystyle M_{n}}.
في محلول مخفف بطريقة مثالية، يمكن استخدام قانون فان تي هوف للضغط الأسموزي لحساب عدد الوزن الجزيئي المتوسط {\displaystyle M_{n}} :
{\displaystyle \lim _{c\to 0}{\Big (}{\Pi  \over c}{\Big )}={{RT} \over M_{n}}}
{\displaystyle M_{n}}, متوسط الوزن الجزيئي، الكتلة/المول
{\displaystyle R} الثابت العام للغازات
{\displaystyle T} درجة الحرارة المطلقة، كلفن
{\displaystyle c} تركيز البوليمر، الكتلة/الحجم
{\displaystyle \Pi } الضغط الأسموزي

## معادلات فيريال
في الممارسة العملية، سيكون الضغط الأسموزي الناتج عن محلول مخفف مثالي صغيرًا جدًا بحيث لا يمكن قياسه بدقة. للحصول على معلومات دقيقة لقياسات متوسط الوزن الجزيئي {\displaystyle M_{n}}، لا يكون المحلول مخففًا بشكل مثالي وتُستخدم معادلة الحالة (معادلة فيريال) لتفسير الانحرافات عن السلوك المثالي والسماح بحساب متوسط الوزن الجزيئي {\displaystyle M_{n}} . تأخذ معادلة الحالة شكلًا مشابهًا لقانون فان ت هوف للضغط الأسموزي، لكنها تحتوي على ثوابت إضافية لمراعاة السلوك غير المثالي:
{\displaystyle {\Pi  \over c}=RT({1 \over M_{n}}+A_{1}c+A_{2}c^{2}+A_{3}c^{3}+\dots )}
حيث {\displaystyle A_{n}} هي ثوابت و {\displaystyle c} هو تركيز البوليمر 1. يمكن تمثيل هذه المعادلة بأشكال إضافية مختلفة:
{\displaystyle {\Pi  \over c}={A \over M_{n}}+Bc+Cc^{2}+Dc^{3}+\dots }
{\displaystyle {\Pi  \over c}=M_{n}(\Gamma _{1}+\Gamma _{2}c+\Gamma _{3}c^{2}+\Gamma _{4}c^{3}+\dots )}
حيث {\displaystyle B} و {\displaystyle \Gamma } هي ثوابت و {\displaystyle RTA_{2}=B={RT \over M_{n}}\Gamma _{2}} .

## أجهزة قياس الضغط الأسموزي الغشائية المختلفة

### قياس الضغط الغشائي الثابت
يجري توصيل الأنابيب الشَعرية إلى حجرات المذيب والمحلول. في هذه الحالة يحدث الضغط الأسموزي عن طريق الضغط الإضافي للسائل في حجرة المحلول. يُقاس الفرق في ارتفاع السائل في الأنبوب الشعري لحجرة المحلول مقابل ارتفاع السائل في الأنبوب الشعري لحجرة المذيب بمجرد وصول المحلول إلى التوازن لحساب الضغط الأسموزي.
{\displaystyle \Pi =\Delta H\rho g}
{\displaystyle \Pi } الضغط الأسموزي
{\displaystyle \Delta H}، التغير في الارتفاع
{\displaystyle \rho } ، الكثافة
{\displaystyle g}, عجلة الجاذبية الأرضية
العيب الرئيسي في القياس الأسموزي الثابت هو الوقت الطويل الذي يستغرقه الوصول إلى التوازن. غالبًا ما يستغرق الأمر 3 ساعات أو أكثر بعد إضافة المذاب حتى يصل مقياس الضغط الساكن إلى التوازن.

### قياس الضغط الغشائي الديناميكي
في مقياس الضغط الديناميكي يُقاس تدفق المذيب ويجري إنشاء ضغط مضاد لإيقاف التدفق. يُقاس معدل تدفق المذيب عن طريق حركة فقاعة الهواء في الأنبوب الشعري للمذيب. يجري تغيير ضغط حجرة المذيب بشكل مباشر عن طريق رفع أو خفض خزان المذيب المتصل بحجرة المذيب. فرق الضغط بين الحجرتين هو الضغط الأسموزي. يمكن حساب ذلك عن طريق قياس التغير في الارتفاع أو قياسه مباشرة باستخدام الغشاء الحاجز المرن. نظرًا لأن الضغط يتغير بشكل مباشر، فمن الممكن تحقيق قياس دقيق للضغط الأسموزي في غضون 10 إلى 30 دقيقة.

## حدود قياس الضغط الغشائي
من الأفضل استخدام قياسات الضغط الأسموزي الغشائي عندما يكون متوسط الوزن الجزيئي 30000 {\displaystyle <M_{n}<} 1,000,000 جرام/مول. لأنه عندما يكون متوسط الوزن الجزيئي {\displaystyle M_{n}} أكبر من 1,000,000 جرام/مول، يكون المذاب مخففًا جدًا بحيث لا يخلق ضغطًا اسموزيًا قابلًا للقياس. بينما عندما يكون متوسط الوزن الجزيئي {\displaystyle M_{n}} أقل من 30000 جرام لكل مول، ينفذ المذاب عبر الغشاء وتصبح القياسات غير دقيقة.
هناك مشكلة أخرى تتعلق بمقياس الضغط الأسموزي الغشائي وهي أنواع الأغشية المحدودة. الغشاء الأكثر استخدامًا هو أسيتات السليلوز؛ ومع ذلك، لا يمكن استخدام أسيتات السليلوز إلا مع التولوين والماء. على الرغم من أن التولوين والماء يُعدان مذيبًا مفيدًا للعديد من المركبات، إلا أن ليس كل البوليمرات قابلة للامتزاج في التولوين أو الماء. يمكن استخدام أغشية السليلوز المتجددة للعديد من المذيبات الأخرى، ولكن من الصعب الحصول عليها.